# Liste der Monuments historiques in Varinfroy
Die Liste der Monuments historiques in Varinfroy führt die Monuments historiques in der französischen Gemeinde Varinfroy auf.

## Liste der Bauwerke
| Bezeichnung                      | Beschreibung                  | Standort | Kennzeichnung | Schutzstatus | Datum | Bild |
| -------------------------------- | ----------------------------- | -------- | ------------- | ------------ | ----- | ---- |
| Kirche Notre-Dame-de-la-Nativité | Erbaut ab dem 12. Jahrhundert | (Lage)   | PA00114936    | Classé       | 1920  |      |

## Liste der Objekte
- Monuments historiques (Objekte) in Varinfroy in der Base Palissy des französischen Kultusministeriums